# Juliet E. McKenna

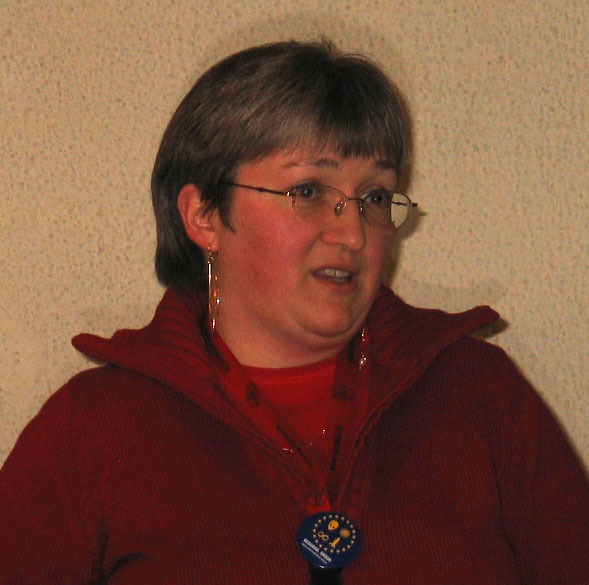
Juliet E. McKenna (2007)

Juliet E. McKenna (* 1965 in Lincolnshire) ist eine britische Fantasy-Autorin.

## Leben
McKenna wurde bei der Locus Poll Auszeichnung in der Kategorie „Beste Erstveröffentlichung“ Fünfte. Außerdem wurde sie drei Mal für den British Fantasy Award nominiert. 2015 erhielt sie den Karl Edward Wagner Award im Rahmen des British Fantasy Awards.
Unter dem Pseudonym J. M. Alvey schrieb sie historische Kriminalromane.
McKenna lebt heute zusammen mit ihrem Mann in West Oxfordshire; sie hat zwei Söhne.

## Werke

### Einzelromane
- Shadow Histories of the River Kingdom, 2016
- Shadows of Athens (als J. M. Alvey), 2020
- Scorpions in Corinth (als J. M. Alvey), 2020
- Justice for Athena (als J. M. Alvey), 2020
- The Cleaving, 2023

### Aldabreshin Compass
- Southern Fire, Orbit 2003, ISBN 1-84149-166-7
- Northern Storm, Orbit 2004, ISBN 1-84149-167-5
- Western Shore, Orbit 2005, ISBN 1-84149-376-7
- Eastern Tide, Orbit 2006, ISBN 1-84149-377-5

### Chronicles of the Lescari Revolution
- Irons in the Fire, Solaris 2009, ISBN 978-1-84416-601-5
- Blood in the Water, Solaris 2009, ISBN 978-1-84416-840-8
- Banners in the Wind, Solaris 2010, ISBN 978-1-906735-75-3

### Green Man
- The Green Man's Heir, Wizard's Tower Press 2018, ISBN 978-1-908039-68-2
- The Green Man's Foe, Wizard's Tower Press 2019, ISBN 978-1-908039-88-0
- The Green Man's Silence, Wizard's Tower Press 2020
- The Green Man's Challenge, Wizard's Tower Press 2021
- The Green Man's Gift, Wizard's Tower Press 2022
- The Green Man's Quarry, Wizard's Tower Press 2023
- The Green Man's War, Wizard's Tower Press 2024

### Die Welt von Einarinn (Tales of Einarinn)
- The Thief's Gamble, Orbit 1999, ISBN 1-85723-688-2
  - Diebesgut, Bastei Lübbe 2002, Übersetzer Rainer Schumacher, ISBN 3-404-28330-9
- The Swordsman's Oath, Orbit 1999, ISBN 1-85723-740-4
  - Ryshads Rache, Bastei Lübbe 2002, Übersetzer Rainer Schumacher, ISBN 3-404-28333-3
- The Gambler's Fortune, Orbit 2000, ISBN 1-85723-989-X
  - Livaks Spiel, Bastei Lübbe 2002, Übersetzerin Irmhild Seeland, ISBN 3-404-28335-X
- The Warrior's Bond, Orbit / Little, Brown UK 2001, ISBN 1-84149-065-2
  - Die Pflicht des Kriegers, Bastei Lübbe 2003, Übersetzerin Irmhild Seeland, ISBN 3-404-28341-4
- The Assassin's Edge, Orbit 2002, ISBN 1-84149-124-1
  - Das Schwert des Assassinen, Bastei Lübbe 2006, Übersetzerin Irmhild Seeland, ISBN 3-404-20552-9
  - Livaks letzte Schlacht, Bastei Lübbe 2007, Übersetzerin Irmhild Seeland, ISBN 3-404-20557-X

### The Hadrumal Crisis
- Dangerous Waters, Solaris 2011, ISBN 978-1-907519-96-3
- Darkening Skies, Solaris 2012, ISBN 978-1-907992-77-3
- Defiant Peaks, Solaris 2012, ISBN 978-1-78108-058-0